# Ольшанский, Александр Яковлевич
Алекса́ндр Я́ковлевич Ольша́нский (родился 18 мая 1969) — украинский предприниматель и общественный деятель в области информационных технологий, президент холдинга Internet Invest Group, человек, которого называют отцом украинского интернета. В 2012 и 2013 годах возглавил списки ТОП-5 и ТОП-8 человек украинского интернета по версии AIN Awards (ain.ua).
Идеолог и основатель крупнейшей IT-конференции Восточной Европы iForum, проходящей с 2009 года в Киеве.
Член наблюдательного совета «Новая Почта» с 2019 года .
Заместитель председателя исполнительного комитета Национального совета реформ .
Основатель цифрового консалтингового агентства «Ольшанский и Партнеры».

## Образование
Окончил физико-математическую школу и факультет электронной техники систем автоматизированного проектирования Киевского политехнического института .

## Карьера
Активно работает в УАнете с 1999, стоял у истоков создания украинской сети обмена трафиком UA-IX (2000) и по сей день принимает участие в формировании стратегии ее развития.
В 1999—2003 возглавлял холдинг крупнейших провайдеров Интернет (Digital Generation, IP-Telecom и Relcom).
С 2003 года и по сей день — руководитель инвестиционного холдинга ООО «Интернет Инвест» (англ. Internet Invest), в который входят:
- регистратор доменных имен Imena.UA (с 2003),
- хостинг-провайдер MiroHost (с 2003),
- одна из крупнейших баннерообменных сетей Украины УБД (banner.kiev.ua с 2006 г.),
- рекламное агентство PingWin (с 2007),
- проект Parking.ua (2009),
- хостинг-провайдер на GigaHost.ua (2009).

С 2004 года является бизнес-консультантом проекта IPNET (крупнейший провайдер домашних сетей в Киеве).
Президент цифрового консалтингового агентства «Ольшанский и партнеры Украина».
Основатель сервиса zakaz.ua.

## Общественная деятельность
С 2004 года «Интернет Инвест» находится в Интернет ассоциации Украины, где Ольшанский был заместителем председателя правления до 23 апреля 2014 года, а с 2010 года — председатель Комитета по электронной коммерции.
Соорганизатор конференции iForum, которая проходит ежегодно в Киеве с 2009 года.
7 мая 2020 года Александр Ольшанский был назначен заместителем председателя Исполнительного комитета реформ (Указ Президента Украины № 169/2020)

## Награды
- Орден «За заслуги» III степени (23 августа 2024 года) — за значительные заслуги в укреплении украинской государственности, мужество и самоотверженность, проявленные в защите суверенитета и территориальной целостности Украины, весомый личный вклад в развитие различных сфер общественной жизни, добросовестное исполнение профессиональной обязанности[13]